# برد جانسون (هنرپیشه)
برد جانسون (انگلیسی: Brad Johnson؛ زادهٔ ۲۴ اکتبر ۱۹۵۹ – درگذشتهٔ ۱۸ فوریهٔ ۲۰۲۲) یک هنرپیشه اهل ایالات متحده آمریکا بود.
از فیلم‌ها یا برنامه‌های تلویزیونی که وی در آن نقش داشته است می‌توان به همیشه اشاره کرد.